# دو منظره
دو منظره  نام رمان کوتاهی است که غزاله علیزاده نگارش آن را در اسفند ۱۳۵۸ به پایان می برد و در ۱۳۶۳ به چاپش می رساند.

## داستان
رمان سیر خطی زندگی مهدی را از کودکی دنبال می‌کند که در شهرستانی دور (قوچان) با بیهودگی، آرزوهایی فروخفته  و در سایه پدرسالاری بسر می برد. هنگامی که در شهری بزرگتر (مشهد) به دانشگاه می‌رود، همچنان ترسان و  گوشه گیر  می‌ماند. گذر تاریخ در پس زمینه ماجراها محسوس است. کودتای ۲۸ مرداد چنین بازتاب می‌یابد: «فضای تار عصر تموز از بوی باروت سنگین شده بود، و سراسر شهر از لرزه‌ای خاموش و سرخ، شبیه جان سپاری پرندگان مرتعش بود.»عشق  روحیه مهدی را دگرگون می کند: «شهری که قبلاً سربی و ساکت بود ناگهان رنگین» می‌شود. با طلیعه ازدواج می‌کند و دختر در شب زفاف از عشق پیشین خود می‌گوید، از جوانی باجسارت و عاشق پیشه به نام بهمن که اینک گویا در آن سرزمین دوردست در شهری اروپایی شادمان و سرخوش است. 
مهدی که همواره دربند «پندار کم ارزشی و بی لیاقتی خود» بوده است، می‌کوشد در سایه پیدایی بهمن شناسه ای تازه بیابد. بهمن تنها رنگین کمان پریده رنگ زندگی سربی زن و شوهر است. به نیروی خیال دامنه خاطرات کوتاه زن از بهمن را می‌گسترانند. و در همه چیز می‌کوشند پسند بهمن را در نظر بگیرند. خیال‌بافی راهی برای گریز از یکنواختی زندگی کارمندی در شهرستانی اندوه زاست. با به دنیا آمدن مریم، زن کم و بیش به دنیای واقعی پا می‌نهد. اما مرد که همچنان در بند رویای بهمن است و بودن خود را وابسته به بودن او می‌پندارد، تنها می‌شود: مرد هر بار که احساس می‌کند به خوشبختی نزدیک شده، در پرتگاهی از ناامیدی و نامرادی  فرو می‌افتد و با چه تلاش توان فرسایی بار دیگر دلگرمی تازه ای برای خود می‌یابد. در اداره همکاری می‌یابد  به نام توسلی گاهی با او دردلی می کند. شبی برای مهدی از ماجراهای گذشته‌اش می‌گوید. شگفتا! این مرد دون پایه و سست اراده الکلی همان بهمن رویاهای آنان است. رویای مهدی فرو می‌ریزد.
دستگیری مریم، به علت کارهای سیاسیش، شوری در دل مهدی بر می‌انگیزد. اما این احساس نیز دیری نمی‌پاید و مهدی با پی بردن به خیانت دخترش بار دیگر سرشکسته می‌شود. چه بسا آزادی مریم نیز «رگه‌یی از تلاشی و پوسیدگی در حال تحلیل نیروی او بود.» جریان انقلاب، تغییر دهنده است. کارمند پیر و بیمار که عمری در فضایی تهی آونگان بوده است؛ به مردم می‌گوید: «بخشی مهم از عمر او با سکوت و عزلت و ترس هدر شده بود. اما اکنون بر لبه‌های فضا، دوباره آن نفس مبارک را به جا می‌آورد... وحشت‌ها، آروزها، و دلبستگی‌های زندگانی دراز او بی‌رنگ، و دور می‌نمود. گویی به شخص دیگری تعلق داشت.» همهٔ دستاویزهای گذشته، عشق طلیعه، بی‌باکی بهمن و  دخترش مریم 
«در قیاس با حالت روحی او بی‌جاذبه می‌نمود». همراه جوانان در راهپیمایی‌ها شرکت می‌کند: «در آن لحظات با چهره‌ای مصمم و مطمئن و سری سرفراز قدم بر می‌داشت: برای اولین بار آنچه را که سال‌ها در دیگران می‌جست اکنون در خود پیدا می‌کرد.» او که زندگی بیهوده ای داشته است، ناگهان به خود می‌آید و انقلاب، چون جذبه‌ای عرفانی، او را دگرگون می‌کند.